# Plunket Shield 2000/01
Der Plunket Shield 2000/01, aus Gründen des Sponsor auch Shell Trophy 2000/01 genannt, war die 72. Saison des nationalen First-Class-Cricket-Wettbewerbes in Neuseeland und wurde vom 27. November 2000 bis zum 26. Februar 2001 ausgetragen. Gewinner waren die Wellington Firebirds.

## Format
Die Mannschaften spielten in einer Division gegen jede andere jeweils zwei Spiele. Wenn eine Mannschaft gewinnt, bekommt sie 6 Punkte. Wenn eine Mannschaft nach dem ersten Innings geführt hat und das Spiel in einem Draw endet oder das Spiel verloren wird, werden 2 Punkte gutgeschrieben. Wird das Spiel abgesagt werden 3 Punkte vergeben, wird das Spiel begonnen und es gibt keine Entscheidung nach dem 1. Innings bekommen beide Mannschaften 1 Punkt. Des Weiteren ist es möglich, dass Mannschaften Punkte abgezogen bekommen, wenn sie beispielsweise zu langsam spielen oder der Platz nicht ordnungsgemäß hergerichtet ist. Am Ende der Saison ist der Tabellenerste der Gewinner des Plunket Shields.

## Resultate

### Gruppenphase
Tabelle
Die Tabelle der Saison nahm am Ende die nachfolgende Gestalt an.
| Teams              | Sp. | S | N | U | R | LTF | LWF | DWF | DTF | DLF | ND | A | Punkte | NRW     |
| ------------------ | --- | - | - | - | - | --- | --- | --- | --- | --- | -- | - | ------ | ------- |
| Wellington         | 10  | 4 | 1 | 0 | 0 | 0   | 0   | 5   | 0   | 0   | 0  | 0 | 34     | +8.755  |
| Northern Districts | 10  | 4 | 1 | 0 | 0 | 0   | 1   | 0   | 0   | 4   | 0  | 0 | 26     | −4.545  |
| Auckland           | 10  | 4 | 3 | 0 | 0 | 0   | 0   | 0   | 0   | 3   | 0  | 0 | 24     | +4.323  |
| Otago              | 10  | 3 | 2 | 0 | 0 | 0   | 0   | 3   | 0   | 2   | 0  | 0 | 24     | +2.699  |
| Central Districts  | 10  | 2 | 3 | 0 | 0 | 0   | 1   | 3   | 0   | 1   | 0  | 0 | 20     | −0.188  |
| Canterbury         | 10  | 0 | 4 | 0 | 0 | 0   | 1   | 2   | 0   | 3   | 0  | 0 | 6      | −15.433 |